# 왜관초등학교 아곡분교
왜관초등학교 아곡분교는 대한민국 경상북도 칠곡군 왜관읍 아곡리에 있었던 공립 초등학교이다.

## 학교 연혁
- 1924년 2월 17일: 아곡공립국민학교 개교
- 1927년 4월 7일: 아곡교육국민학교로 개칭
- 1947년 1월 20일: 아곡국민학교로 개칭
- 1960년 5월 4일: 총 120명 졸업
- 1962년 3월 7일: 왜관국민학교 아곡분교로 개칭
- 1982년 9월 8일: 병설유치원 개원
- 1996년 3월 1일: 왜관초등학교 아곡분교로 개칭
- 2000년 3월 1일: 방송실 교체
- 2006년 1월 3일: 유치원 졸업 (총 10명)
- 2006년 10월 30일: 학생 졸업 (총 37명)
- 2006년 12월 4일: 폐교
- 2007년 12월 4일: 철거